# SD Ponferradina
SD Ponferradina is een Spaanse voetbalclub uit Ponferrada uit de autonome regio Castilië en León. De club komt sinds 2023 uit in de Primera Federación.

## Historie
SD Ponferradina wordt opgericht in 1922, maar het duurt tot 1943 voordat de club debuteert in de Tercera División. Hier verblijft het vervolgens tot het seizoen 1986/87 als het is gepromoveerd naar de Segunda División B. Daar komt het zeven seizoenen uit. Vervolgens bivakkeert de club weer vijf seizoenen in de Tercera División waarna promotie volgt naar de Segunda División B. In het zevende seizoen op dit niveau wint de club de play-offs na een vierde plaats in de competitie. Vervolgens mag de club in 2006/07 voor het eerst in de geschiedenis uitkomen in de Segunda División A. Het verblijf op het tweede Spaanse niveau blijft beperkt tot één seizoen, want in 2007 degradeert SD Ponferradina na een twintigste plaats in de eindstand weer na de Segunda B. In 2010 wordt de club kampioen van de Grupo I van de Segunda B en via de play-offs promoveert SD Ponferradina vervolgens naar de Segunda A. Ook deze promotie wordt tijdens het seizoen 2010/2011 weer onmiddellijk gevolgd door een degradatie waardoor de ploeg vanaf het seizoen 2011/2012 weer uitkomt in de Segunda B. Het daaropvolgende seizoen 2011/2012 werd deze verloren plaats alweer terug ingenomen. Toen de ploeg echter op de laatste speeldag van seizoen 2015/2016 naar de negentiende stek opzakte, was de degradatie naar Segunda B weer een feit. In het seizoen 2019/20 speelt Ponferradina weer in de Segunda División A.  Na vier seizoenen, degradeerde het team op het einde van het seizoen  2022/2023 weer naar het amateurvoetbal

## Erelijst
- Segunda División B

2004/05, 2009/10, 2011/12
- Tercera División

1957/58, 1965/66 en 1986/87

## Eindklasseringen
- 1941 4e
1e regionaal
- 1942 5e
1e regionaal
- 1943 1e
1e regionaal
- 1944 10e
Tercera División
- 1945 4e
Tercera División
- 1946 2e
Tercera División
- 1947 5e
Tercera División
- 1948 13e
Tercera División
- 1949 1e
1e regionaal
- 1950 16e
Tercera División
- 1951 7e
Tercera División
- 1952 10e
Tercera División
- 1953 3e
Tercera División
- 1954 2e
Tercera División
- 1955 3e
Tercera División
- 1956 6e
Tercera División
- 1957 7e
Tercera División
- 1958 1e
Tercera División
- 1959 5e
Tercera División
- 1960 3e
Tercera División
- 1961 10e
Tercera División
- 1962 5e
Tercera División
- 1963 11e
Tercera División
- 1964 2e
Tercera División
- 1965 3e
Tercera División
- 1966 1e
Tercera División
- 1967 2e
Tercera División
- 1968 3e
Tercera División
- 1969 5e
Tercera División
- 1970 6e
Tercera División
- 1971 8e
Tercera División
- 1972 14e
Tercera División
- 1973 14e
Tercera División
- 1974 17e
Tercera División
- 1975 4e
1e regionaal
- 1976 1e
1e regionaal
- 1977 11e
Tercera División
- 1978 4e
Tercera División
- 1979 3e
Tercera División
- 1980 4e
Tercera División
- 1981 2e
Tercera División
- 1982 5e
Tercera División
- 1983 4e
Tercera División
- 1984 5e
Tercera División
- 1985 3e
Tercera División
- 1986 2e
Tercera División
- 1987 1e
Tercera División
- 1988 4e
Segunda División B
- 1989 10e
Segunda División B
- 1990 6e
Segunda División B
- 1991 15e
Segunda División B
- 1992 14e
Segunda División B
- 1993 8e
Segunda División B
- 1994 19e
Segunda División B
- 1995 10e
Tercera División
- 1996 14e
Tercera División
- 1997 6e
Tercera División
- 1998 3e
Tercera División
- 1999 2e
Tercera División
- 2000 15e
Segunda División B
- 2001 11e
Segunda División B
- 2002 14e
Segunda División B
- 2003 11e
Segunda División B
- 2004 7e
Segunda División B
- 2005 1e
Segunda División B
- 2006 4e
Segunda División B
- 2007 20e
Segunda División
- 2008 1e
Segunda División B
- 2009 3e
Segunda División B
- 2010 1e
Segunda División B
- 2011 21e
Segunda División
- 2012 2e
Segunda División B
- 2013 7e
Segunda División
- 2014 15e
Segunda División
- 2015 7e
Segunda División
- 2016 19e
Segunda División
- 2017 5e
Segunda División B
- 2018 12e
Segunda División B
- 2019 2e
Segunda División B
- 2020 17e
Segunda División
- 2021 8e
Segunda División
- 2022 8e
Segunda División
- 2023 19e
Segunda División
- 2024 5e
Primera Federación
- 2025 2e
Primera Federación

- Segunda División
- Primera Federación
- Segunda División B
- Tercera Federación
- 1e regionaal

## Bekende (oud-)spelers
- Kepa Arrizabalaga
- Víctor Espasandín
- David Eto'o
- Kelechi Nwakali

Grupo 1:
Arenas Club .
Arenteiro ·
Barakaldo . 
Bilbao Athletic .
Cacereño .
Celta B ·
Ferrol .
Guadalajara .
Lugo ·
Mérida .
Osasuna B ·
Ourense CF .
Ponferrada ·
Pontevedra .
Real Avilés .
Real Madrid Castilla ·
Salamanca .
Talavera de la Reina .
Tenerife .
Zamora CF

Grupo 2:
Alcorcón .
Algeciras ·
Antequera ·
Atlético Madrid B ·
Atlético Sanluqueño ·
Real Betis B .
Cartagena .
Eldense .
Europa .
Hércules Alicante .
Ibiza ·
Marbella ·
Murcia ·
Sabadell .
FC Sevilla B .
Tarazona ·
Tarragona ·
Teruel .
Torremolinos . 
Villarreal B .